# Amy Okuda
Amy Kei Okuda (Torrance, 6 de março de 1989) é uma atriz estadunidense, mais conhecida por interpretar Julia Sasaki na série Atypical da Netflix.

## Biografia
Estudou e praticou dança e basquete desde os cinco anos de idade. Durante a adolescência participou de vários comerciais e videoclipes de Enrique Iglesias, onde interpretou junto com outros atores, como Alessandra Torresani e Kunal Nayyar. Desempenhou papéis recorrentes em séries de TV como Californication, Brooklyn Nine-Nine e How to Get Away with Murder, tendo se tornado mais conhecida por interpretar o papel da terapeuta Julia Sasaki, em Atypical desde 2017.

## Filmografia
- The Guild (2007-2013)
- How to Get Away with Murder (2015)
- The Man in the High Castle (2015)
- Hello, My Name Is Doris (2015)
- Scream Queens, série de TV, 1 episódio (2016)
- Atypical – série de TV, (2017-atualmente)
- Brooklyn Nine-Nine